# Arizaga-Nunatak
Der Arizaga-Nunatak (spanisch Nunatak Arizaga) ist ein Nunatak an der Oskar-II.-Küste des Grahamlands auf der Antarktischen Halbinsel. Er ragt nahezu in der Mitte der Jason-Halbinsel auf.
Argentinische Wissenschaftler nahmen bei einer zwischen 1989 und 1990 durchgeführten Expedition Vermessungen vor. Sie benannten den Nunatak nach Antonio Arizaga, Besatzungsmitglied auf der argentinischen Korvette Uruguay zwischen 1904 und 1905 zur Unterstützung der Vierten Französischen Antarktisexpedition (1903–1905) unter der Leitung des Polarforschers Jean-Baptiste Charcot.